# Lokalirriterende stof
Et lokalirriterende stof er et stof, som har en generende virkning på en bestemt del af kroppen og fremkalder fx udslæt, hævelse eller kløe. Stoffet kan være en væske, et pulver, en gasart el.lign. Alkohol er et eksempel på et stof, der i visse koncentrationer kan virke lokalirriterende på slimhinderne.

## Mærkning
Hvis et produkt indeholder 1% eller mere af et lokalirriterende stof, så skal det mærkes med en af følgende risikosætninger:
- R 36/37/38 Irriterer øjnene, åndedrætsorganerne og huden
- R 43 Kan give overfølsomhed ved kontakt med huden